# Santa Brigida (Pontassieve)
Santa Brigida è una frazione del comune italiano di Pontassieve, nella città metropolitana di Firenze, in Toscana.

## Geografia fisica
Il paese è situato sulle pendici del versante meridionale del Monte Giovi, ad un'altitudine di circa 400 metri sul livello del mare.

## Monumenti e luoghi d'interesse
L'abitato di Santa Brigida si sviluppa lungo l'antica strada di mezza costa che dal valico di Vetta le Croci scende verso la Valdisieve ed il Valdarno.
Tra gli edifici di valore sono da ricordare la Chiesa di Santa Brigida e, nelle vicinanze del centro abitato, il Santuario della Madonna del Sasso.